# 2006 カンピオナート・ブラジレイロ・セリエA
2006 カンピオナート・ブラジレイロ・セリエA（第36回ブラジル全国サッカー1部リーグ）は、2006年4月-12月に開催されたブラジルの全国サッカーリーグである。

## 試合方式
前回・2005年のリーグ戦から2チーム削減（4チームがセリエB＜2部＞に降格し、セリエAからは2チームのみが昇格）という形を採用。2005年のセリエB上位2クラブのグレミオとサンタクルスが昇格し、20チーム参加のホーム・アンド・アウェーの2回総当たり方式・全38節で行われた。ただし2006 FIFAワールドカップ（ドイツ）開催のため、6月までの第10節を終了した時点で一旦中断し、同大会が終了した7月から残りの28節を開催した。

## 最終順位
1. サンパウロ (78)
2. インテルナシオナル (69)
3. グレミオ (67)
4. サントス (64)
5. パラナ (60)
6. ヴァスコ・ダ・ガマ (59)
7. フィゲイレンセ (57)
8. ゴイアス (55)
9. コリンチャンス (53)
10. クルゼイロ (53)
11. フラメンゴ (52)
12. ボタフォゴ (51）
13. アトレチコ-PR (48)
14. ジュベントゥージ (47)
15. フルミネンセ (45)
16. パルメイラス (44)
17. ポンチ・プレッタ (39)
18. フォルタレーザ (38)
19. サンカエターノ (36)
20. サンタクルス (28)

## 南米カップ戦出場権
- 上位5チーム+フラメンゴ（コパ・ド・ブラジル2006優勝）がコパ・リベルタドーレス2007出場権獲得
- 6-13位のうち、フラメンゴを除く7チーム+サンパウロFC（リーグ優勝）はコパ・スダメリカーナ2007出場権獲得

## 降格チーム
- 17位以下の下位4チームが2007年のセリエBに降格